# Jamesoniella
Jamesoniella là một chi rêu tản từng được công nhận. Chi này hiện nay được gộp với chi Syzygiella, ngoại trừ một loài, Jamesoniella convoluta, vẫn chưa được chuyển đi hoặc đồng nghĩa hóa với loài nào khác.
Chi này được Richard Spruce và Frederick Arnold Lees khởi xướng vào năm 1881. Tên của chi được đặt theo William Jameson (1796–1873), nhà thực vật học Scotland-Ecuador